# 13421 Holvorcem
13421 Holvorcem este un asteroid din centura principală de asteroizi.

## Descriere
13421 Holvorcem este un asteroid din centura principală de asteroizi. A fost descoperit pe 11 noiembrie 1999 la Fountain Hills (Arizona) de Charles W. Juels. Asteroidul prezintă o orbită caracterizată de o semiaxă mare de 2,65 ua, o excentricitate de 0,10 și o înclinație de 3,3° în raport cu ecliptica.